# Zuidpoolkip
De zuidpoolkip (Chionis alba) is geen hoen, maar een verwant van de kieviten en plevieren, vogels uit de orde steltloperachtigen.
In tegenstelling tot de meeste vogelsoorten in dat gebied, verblijft de zuidpoolkip praktisch permanent op het land (terwijl de meeste andere vogelsoorten daar een groot deel van hun bestaan op open zee leven).

## Beschrijving
De zuidpoolkip is 38 tot 41 cm lang, 450 tot 775 gram zwaar en heeft een spanwijdte van 76 tot 80 cm. De vogel is wit gekleurd. Een opvallend kenmerk zijn de wratten op de kop. Onder het oog zit een rozekleurige wrat en op de snavelbasis zit ook een wrat. De snavel zelf is kort, dik en kegelvormig, rozekleurig aan de basis met een zwarte punt. De poten zijn zwart.
De vogel lijkt sterk op het klein ijshoen dat ongeveer even groot is. Het kleine ijshoen komt voor op de subantarctische eilanden in de Indische Oceaan en is niet roze, maar bijna zwart op de snavel en rond het oog.

## Foerageergedrag
Omdat zuidpoolkippen geen handige vliegers zijn zoals stormvogels, of behendige duikers zoals pinguïns, scharrelen ze op het land hun voedsel bij elkaar. Het zijn alleseters die bovendien gespecialiseerd zijn in kleptoparasitisme. Ze beroven pinguïns van hun voedsel zoals krill en vis en soms ook van hun eieren en donsjongen. Verder eten ze aas, uitwerpselen (bijvoorbeeld van zeeolifanten), lintwormen en andere ongewervelden en, indien aanwezig, afval van de mens.

## Verspreiding en leefgebied
De zuidpoolkip komt voor op het Antarctisch Schiereiland, Falklandeilanden, Zuidelijke Orkneyeilanden en Zuid-Georgië en nog een paar subantarctische eilanden tussen Zuid-Amerika en Antarctica.

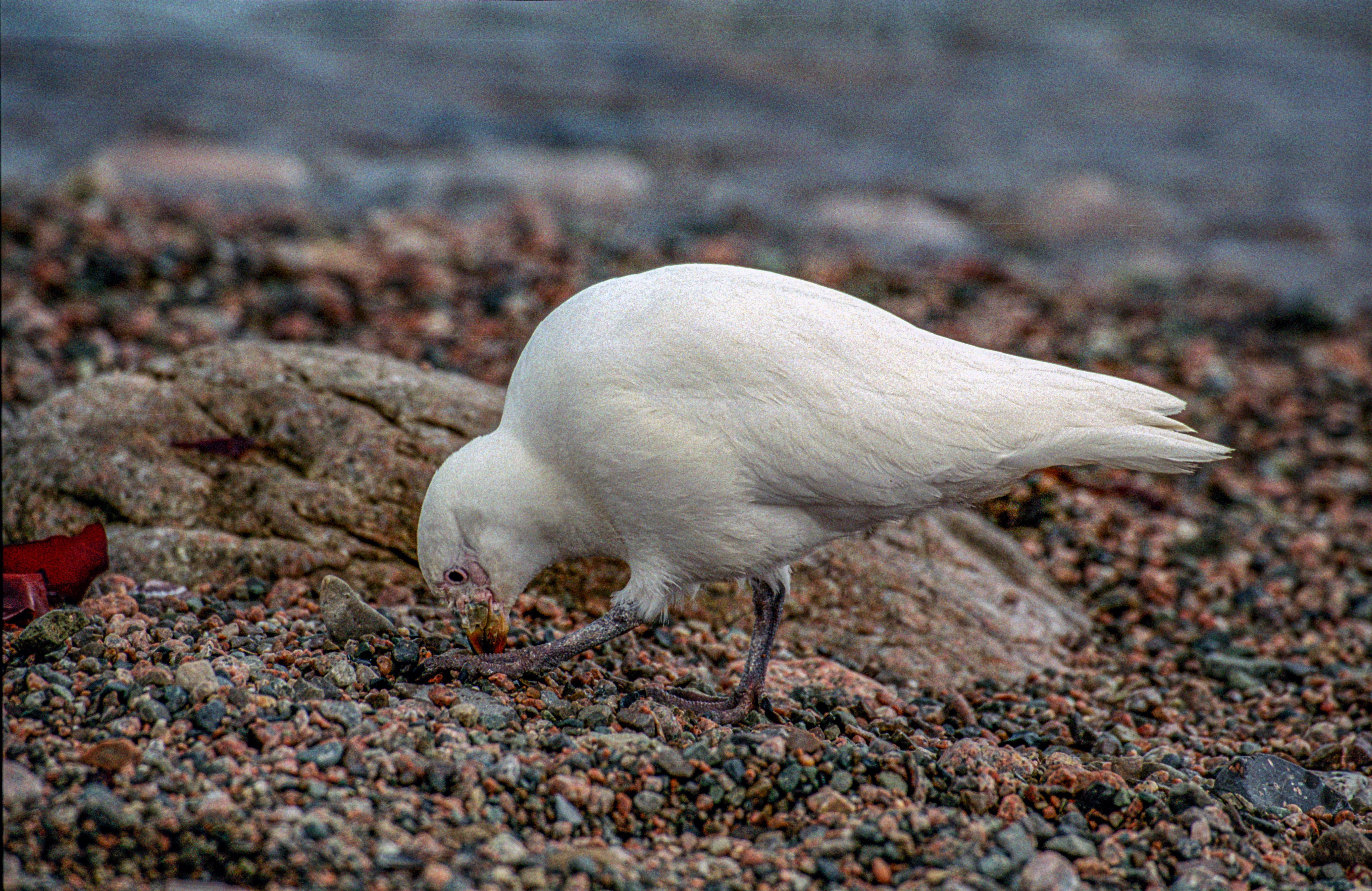
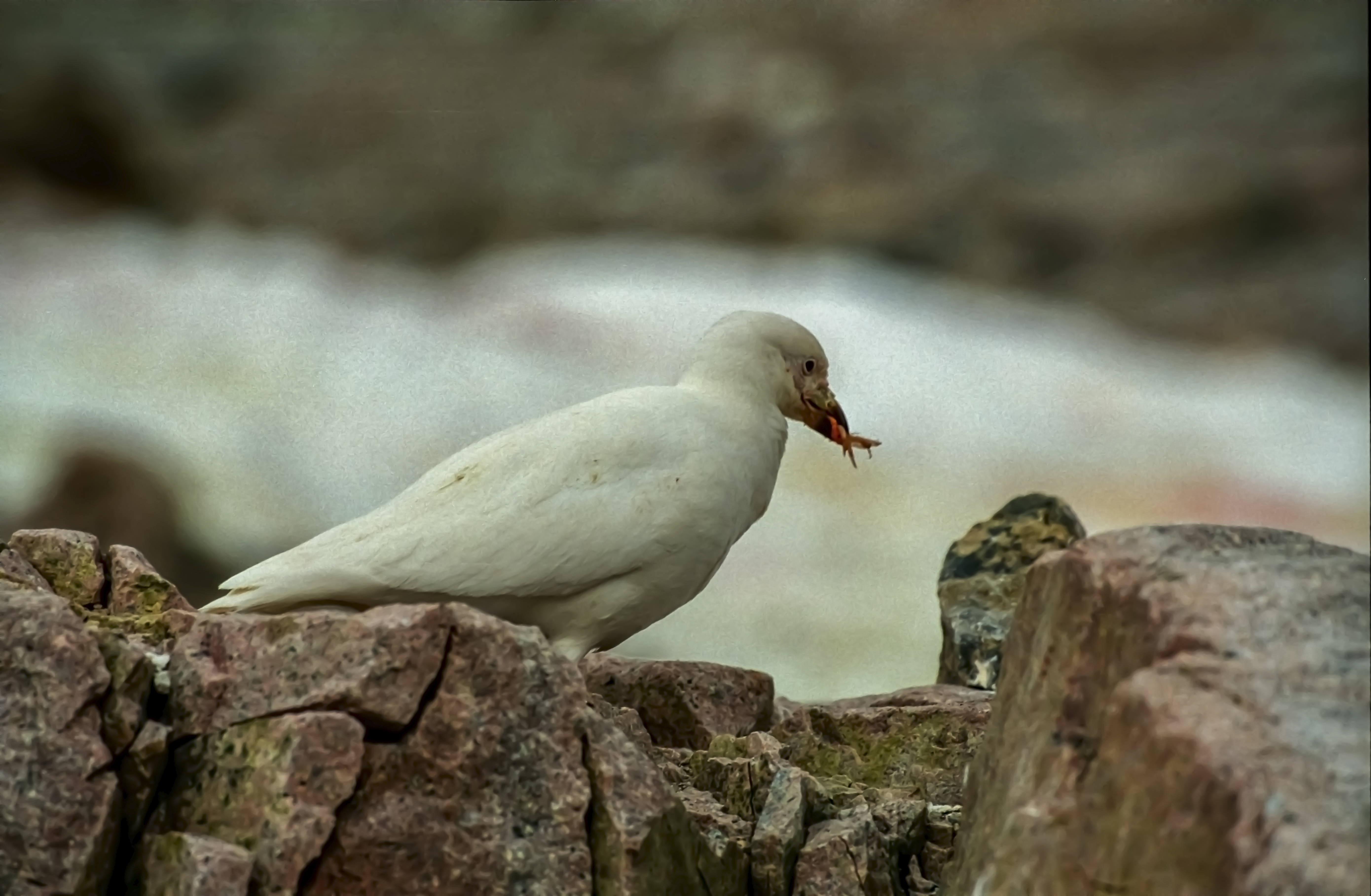
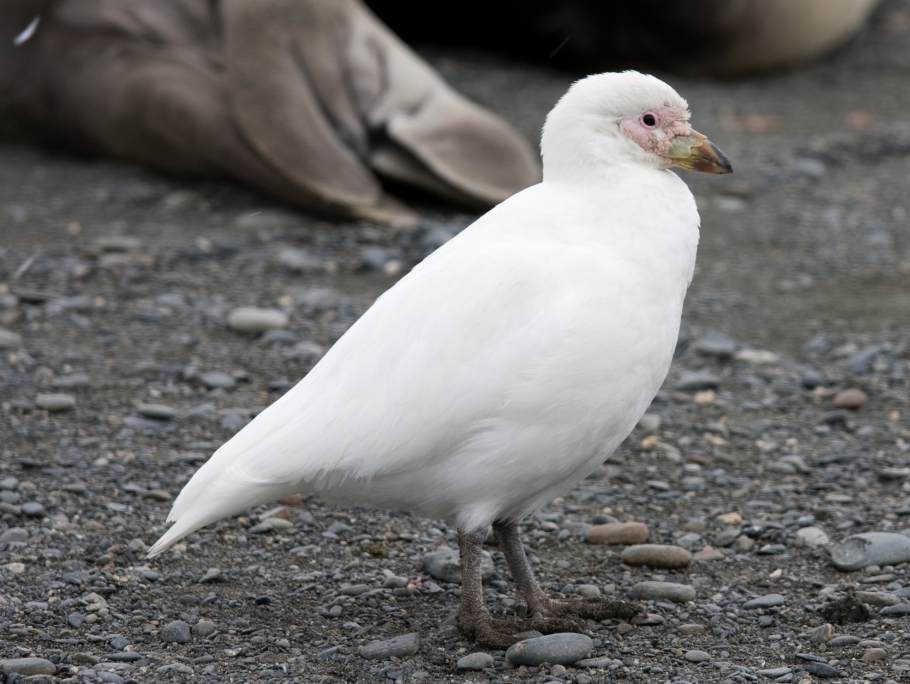